# Le Chesne, Ardennes
 Le Chesne là một xã ở tỉnh Ardennes, thuộc vùng Grand Est ở phía bắc nước Pháp.